# John Frost (Maler)

John Frost: Chino Canyon (Palm Springs), 1925

John „Jack“ Frost (* 14. Mai 1890 in Philadelphia, Pennsylvania; † 5. Juni 1937 in Pasadena, Kalifornien) war ein US-amerikanischer Maler des Impressionismus, der vor allem für seine Landschaftsdarstellungen Kaliforniens bekannt wurde.

## Leben
John Frost wurde 1890 in Philadelphia, Pennsylvania, als Sohn des amerikanischen Illustrators Arthur B. Frost geboren. Jack, wie er genannt wurde, studierte Kunst bei seinem Vater. 1906 zog die Familie nach Paris, wo sich John Frost und sein Vater ein Atelier teilten. Er studierte mehrere Jahre an der Académie Julian bei den Künstlern Jean Paul Laurens, Jean Pierre Carre und Richard E. Miller. John Frost verbrachte einige Zeit in Giverny bei dem kalifornischen Maler Guy Rose und wurde von Claude Monet und den Impressionisten beeinflusst. In den Jahren 1912–1914 kämpfte er im Sanatorium Davos Platz in der Schweiz gegen die Tuberkulose. Nach seiner Genesung kehrte er nach New York zurück und richtete sich ein Atelier ein, in dem er Zeitschriften illustrierte. Nachdem er sich in New York als erfolgreicher Illustrator etabliert hatte, ließ er sich 1918 in Pasadena, Kalifornien, nieder und heiratete 1922 Priscilla Geiger. Die Schönheit und Weite der kalifornischen Landschaft inspirierte Frost zu Gemälden.
Nach dem Tod seines Vaters zog Frost in einen Vorort von Philadelphia in der Nähe von Bryn Mawr, wo er das ehemalige Haus seines Großvaters bewohnte. In dieser Zeit malte Frost aufgrund seiner schlechten Gesundheit weniger Bilder. Später widmete er sich sportlichen Motiven wie Jagd- und Angelszenen und erwarb sich den Ruf eines hervorragenden Sportmalers. Eine seiner bemerkenswerten Serien wurde 1935 in der Zeitschrift The Sportsman veröffentlicht und in gedruckter Form herausgegeben. Aufgrund seiner angeschlagenen Gesundheit kehrte Frost 1936 nach Kalifornien zurück, um dort seinen Lebensabend zu verbringen. Seine Werke wurden häufig in der Stendahl Gallery und im Ambassador Hotel in Los Angeles ausgestellt. Frost malte leuchtende, farbenfrohe Landschaften der High Sierra sowie Wüsten- und Dorfszenen in Südkalifornien. Er starb am 5. Juni 1937 in Pasadena.

## Werk

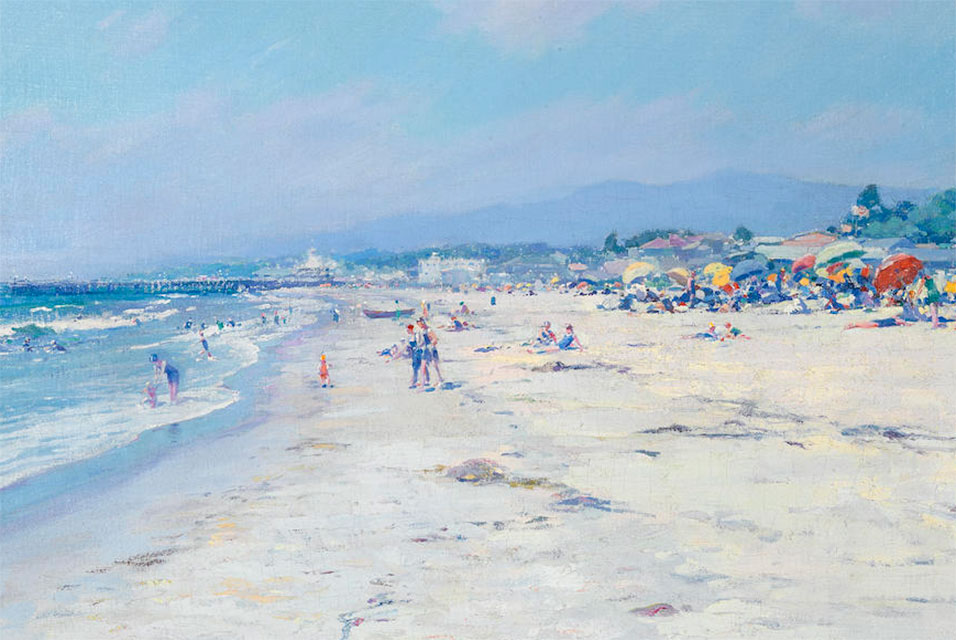
John Frost: The Beach, Santa Monica, 1921

John Frosts Werk war stark vom französischen Impressionismus beeinflusst. Er malte helle, stimmungsvolle Landschaften, darunter Ansichten der Sierra Nevada, der kalifornischen Wüste mit blühenden Verbenen, Küstenlandschaften bei Carmel sowie Szenen aus Orten wie Lone Pine und Palm Springs. Seine Bilder zeichnen sich durch eine zarte Farbigkeit und eine impressionistische Technik aus, die er auch auf die kargen Wüstenlandschaften anwandte.
Er war Mitglied des California Art Club, der Painters and Sculptors of Los Angeles und der Pasadena Society of Fine Arts. 1924 erhielt er die Goldmedaille der Painters and Sculptors, seine Werke befinden sich heute unter anderem in der Sammlung der Gardena High School und im Irvine Museum in Kalifornien.